# Будинок на вулиці Проскурівській, 79 (Хмельницький)
Будинок № 79 — двоповерховий будинок, розташований у Хмельницькому на перехресті вулиць Проскурівській та Івана Франка. З 1960 до 2018 року приміщення належало Хмельницькому музичному коледжу імені Владислава Заремби. У лютому 2019 року розміщення Хмельницького обласного краєзнавчого музею. Площа приміщення — 1414 м².

## Архітектура
Пам'ятка архітектури є двоповерховим, цегляним, поштукатуреним будинком у неокласичному стилі. Будівля виконана у Г-подібній формі. На розі розташований парадний вхід та два бічні ризаліти.

## Історія
Комерційний будинок купця Пінхаса Мозеля зведений в кінці XIX століття. На початку ХХ століття споруда з виразними архітектурними рисами займала вигідне для військових розташування. Вона була неподалік від залізниці та подалі від основної забудови, що суттєво спрощувало її охорону.
У 1914 році будівлю орендувала російська імперія. За доби Української революції тут розміщувались штаби армії УНР. Зокрема 12 листопада 1919 року Головний Отаман Симон Петлюра призначив Василя Тютюнника командувачем Наддніпрянської армії УНР. Полковник Тютюнник розмістив свій штаб у будинку Мозеля.
Вже за радянської влади вона перейшла у руки більшовиків. Спершу тут розміщувався штаб одного з командирів червоної армії. У 1936 році було добудовано готель на 27 номерів..
З 1960 року будівлю займало музичне училище.
Згідно з наказом № 242 управління культури, туризму і курортів Хмельницької ОДА від 15 вересня 2010 року цей будинок під назвою «Будівля готелю та музичного училища, в якому навчались видатні діячі культури 1936 р., 1960 р. вул. Проскурівська, 79», як щойновиявлений було віднесено до категорії «пам'яток архітектури».
27 травня 2015 року депутати міської ради в рамках декомунізації вирішили прибрати з фасаду будинка дошку з написом: рос. В этом здании в 1923-1927 г.г. размещался штаб первого конного корпуса Червонного казачества под командованием известного военачальника О. И. Городовикова. 25 червня 2015 року дошку було демонтовано та передано на зберігання в Музей історії міста Хмельницького.
14 червня 2018 року Хмельницька обласна рада через будівництво нового приміщення музичного училища вирішила зняти з балансу освітнього закладу будинок № 79. Розглядалися варіанти розміщення у звільненій будівлі університету управління та права, базового медичного коледжу чи комунального закладу обласної ради.
У лютому 2019 року Хмельницька ОДА та обласна рада дійшли згоди, щодо розміщення в будинку Хмельницького обласного краєзнавчого музею. На ремонт приміщення під потреби музею обласний бюджет надав 2,22 млн гривень.

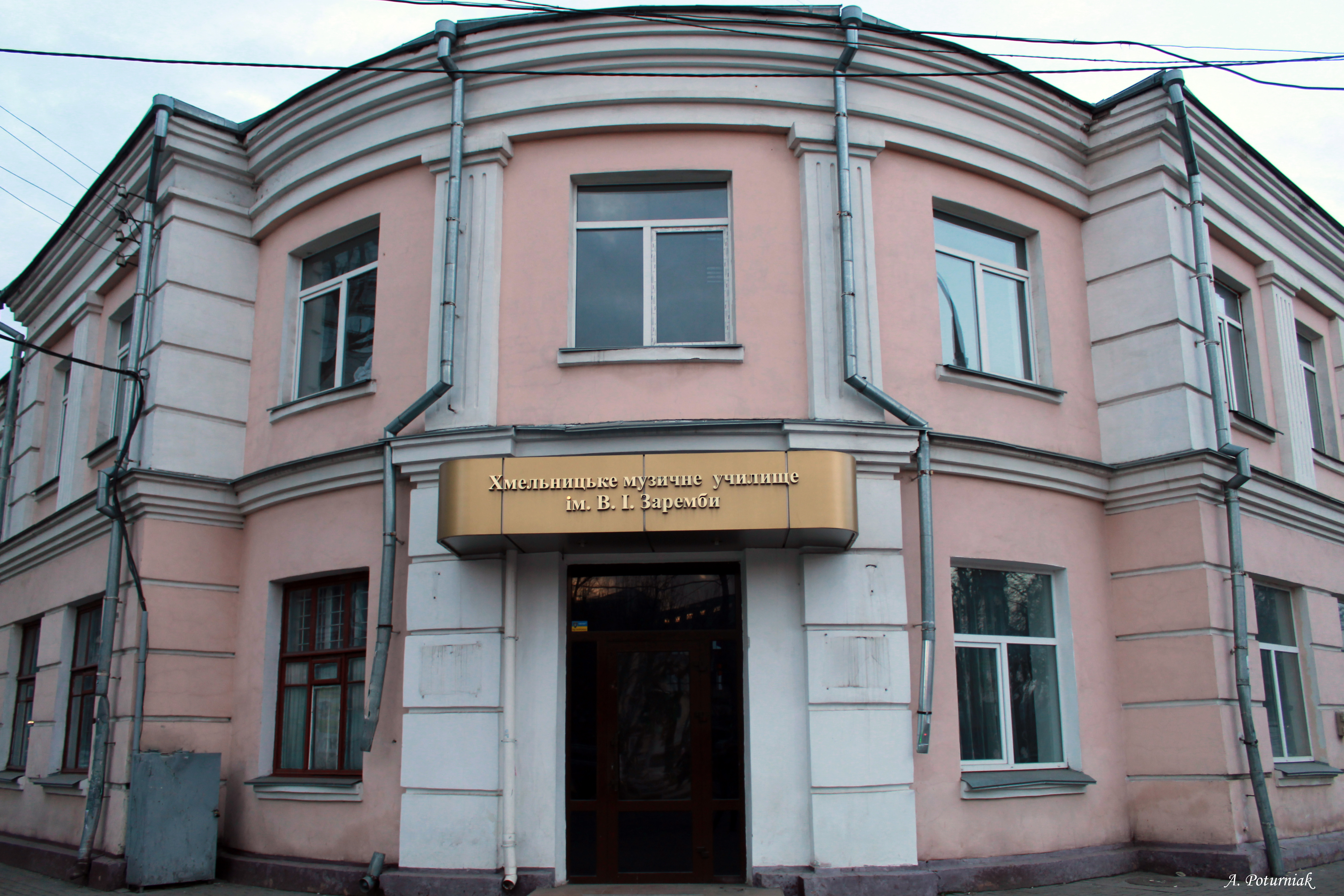
Парадний вхід, 2018 рік
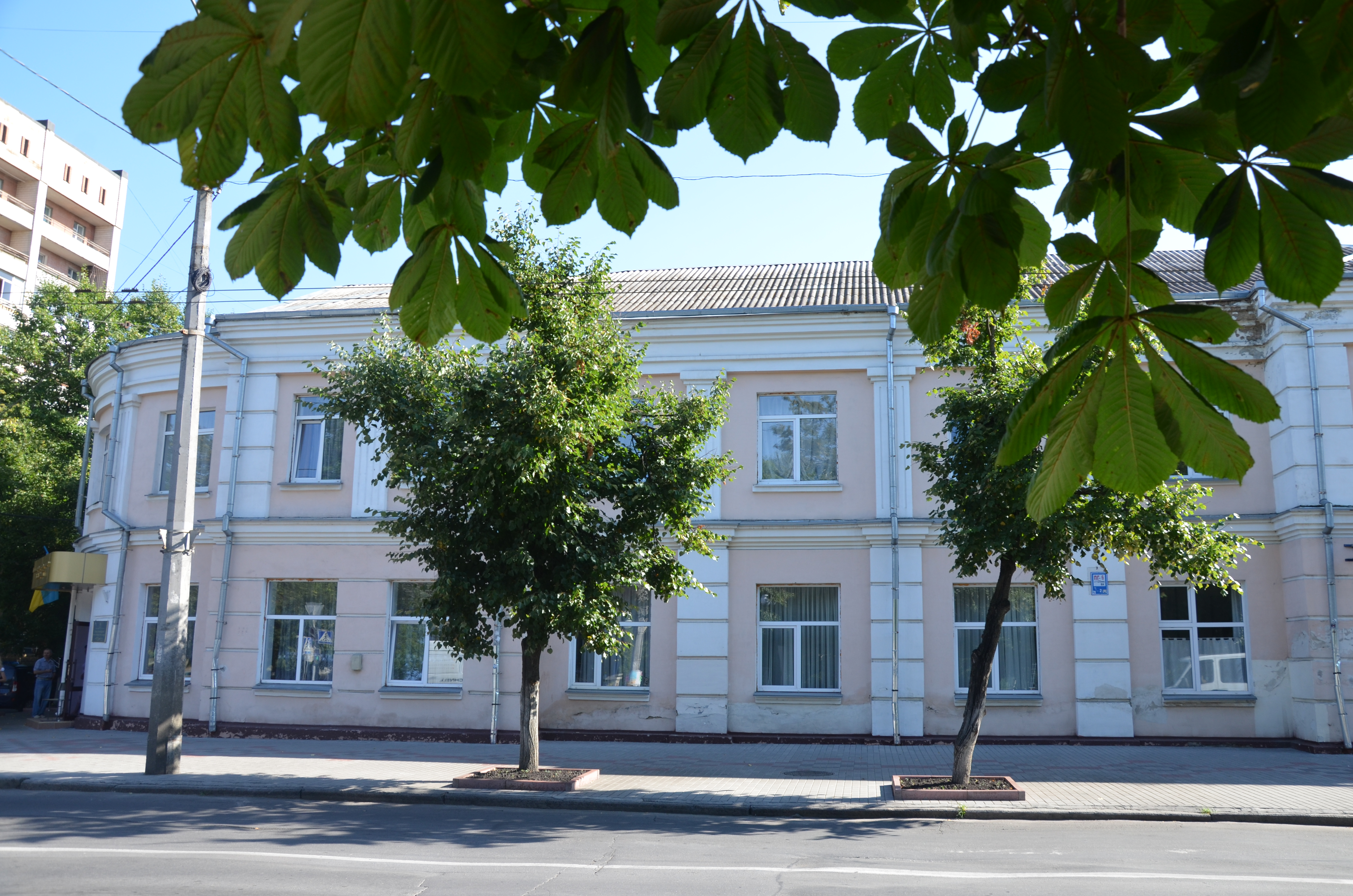
Бічний фасад, 2015 рік